# Bible Belt
Bible Belt este un termen care se referă o regiune din sudul Statelor Unite, în care creștinismul social conservator joacă un rol important atât în societate, cât și în politică, iar numărul celor care participă la slujbe⁠(d) este mai ridicat decât media țării indiferent de confesiune. Regiunea este diferită de diversitatea religioasă prezentă în vestul mijlociu și în regiunea marilor lacuri⁠(d) sau în regiunea mormonă din Utah și sudul statului Idaho.
În timp ce statele cu cel mai mare procent de locuitori nereligioși sunt situate în regiunile din vest și New England (în Vermont fiind cel mai ridicat procent,  37%), în statul Alabama doar 12% se identifică astfel, iar Tennessee are cel mai mare număr de protestanți, 52%. Influența evanghelică este foarte puternică în nordul Georgiei, Tennessee, Alabama, Mississippi, Carolina de Nord, Virginia, Virginia de Vest, regiunea superioară⁠(d) a Carolinei de Sud și estul statului Texas.
Jurnalistul și comentator HL Mencken menționează termenul în 1924 când declara pentru Chicago Daily Tribune cu privire la procesul Scopes că „Vechiul joc, bănuiesc, se va desfășura în Bible Belt”. În 1927 Mencken a susținut că el a inventat termenul. Acesta este folosit și în alte țări pentru a denota regiunile în care populația este foarte religioasă.